# 小黑菌科
小黑菌科（学名：Melaniellaceae）为实球黑粉菌目的一个科。

## 下级分类
本科包括以下属：
- 小黑菌属 Melaniella